# نوا سیری
نوا سیری (به ایتالیایی: Nova Siri) یک کومونه در ایتالیا است که در استان ماترا واقع شده‌است.

## خصوصیات
نوا سیری ۵۲ کیلومترمربع مساحت و ۶٬۶۹۸ نفر جمعیت دارد و ۳۵۵ متر بالاتر از سطح دریا واقع شده‌است.